# Canada Cup
De Canada Cup was een IJshockeytoernooi dat op basis van invitatie in 1976, 1981, 1984, 1987 en 1991 werd gespeeld en in 1996 werd opgevolgd door de World Cup of Hockey. 
De geïnviteerde landen waren Canada, Finland (in 1984 vervangen door Duitsland), de Sovjet-Unie, Tsjecho-Slowakije, de Verenigde Staten en Zweden. Het was bedoeld als confrontatie tussen de professionele (in de NHL uitkomende) Noord-Amerikaanse spelers en de Europese spelers die over het algemeen amateur waren en in tegenstelling tot hun Noord-Amerikaanse profcollega's deel mochten nemen aan de Olympische Spelen en het wereldkampioenschap. 

## Resultaten
| Jaar | Goud        | Zilver            |
| 1976 | Canada      | Tsjecho-Slowakije |
| 1981 | Sovjet-Unie | Canada            |
| 1984 | Canada      | Zweden            |
| 1987 | Canada      | Sovjet-Unie       |
| 1991 | Canada      | Verenigde Staten  |